# Wietmarschen
Wietmarschen è un comune di 11.273 abitanti della Bassa Sassonia, in Germania.
Appartiene al circondario della Contea di Bentheim (targa NOH).